# Peroz (mihránida)
Peroz (en pahlavi: 𐭯𐭩𐭫𐭥𐭰‎, "el Victorioso") fue rey de Gogarene y Gardman, gobernando del 330 al 360, y fundador de la dinastía mihránida, una rama de la Casa de Mihran, uno de los siete clanes partos.
Fue yerno de Mirian III, soberano converso al cristianismo que pertenecía a la dinastía cosroida, y también vástago de la casa de Mihran. Peroz finalmente se convirtió al cristianismo durante su gobierno en el Cáucaso. Peroz murió más adelante en 361, y fue sucedido en Gardman por su hijo Khurs, y en Gogarene por un hijo desconocido, que fue sucedido más adelante en 394 por Bakur I.